# Сербы (Житомирская область)
Сербы́ (укр. Серби) — село на Украине, находится в Емильчинском районе Житомирской области.
Впервые письменно упоминается в 1603 году в акте раздела владений князя Василия Константиновича Острожского между его сыновьями Янушем и Александром. Поселение под названием Волосовщина Воля (Wołosowszyzna Wola) досталось князю Александру Острожскому в составе Звягельськой волости.   
Уже при следующем разделе Звягельской волости, произошедшем в 1620 году после смерти князя Александра между его дочками, в акте раздела написано – село Сербы и пуща Волосовщина (sioło Serby y pusźcźa Woloscźowczyzna). Село Сербы, составляя один маетковый комплекс с селами относящимися непосредственно к Звяглю – Кочичин, Глумча, Могильно, Цвиля (Малая), достались княгине Анне-Алоизе из Острожских Ходкевичовой.  
В 1651 году, согласно завещанию Анны-Алоизы Ходкевичевой, её покоевый писарь и казначей Войцех Змиевский (Zmiiewski) получил во владение Сербы и Сербиновку (вероятно толька часть земель), с обеспечением на 1 тыс. злотых (то-есть наследники чтобы вернуть владения должны были выплатить данную сумму).  
После смерти Анны-Алоизы Ходкевичевой в 1654 г. её Звягельские владения отошли к князьям Любомирским.    
В 1668 г. после смерти Юрия-Себастьяна Любомирского произошел раздел владений межу его братом и сыновьями. Село Сербы с фольварком, и Сербиновка достались брату Юрия-Себастьяна – Михалу-Александру Любомирскому. Согласно разделу, наследники должны были выплатить долги предыдущего владельца, в частности Михал-Александр должен был выплатить Войцеху Змиевскому 1 тыс. злотых за Сербы и Сербиновку.
По люстрации подымной подати Киевского воеводства за 1683 г., среди сел относящихся до Звягля указаны Сербы, в которых у Любомирских было три дыма, а также неуказанный по имени Голинский платил подать с села Сербы с пяти дымов.  
В 1692 г. Барбара, дочь Войцеха Змиевского, жена Арнолфа Голынского (Arnolph Gołynski), заставляет (фактически перезаставляет) Станиславу Якубу Орховскому (Orchowski) и его жене Гелене Верещаковне, село Сербы в Звягельском ключе за 1 тыс. злотых.  
В 1698 году дворянка Голинская уступила (перезаставила) часть Сербиновки  дворянину Кульчицкому.  
Кульчицкие владели селом Сербы до 1715 года когда, так как они владели селом на заставном праве, от имени юридических владельцев князей Любомирских село было выкуплено с выплатой соответствующей суммы.  
После смерти Александра-Доминика Любомирского в 1720 г. права владения на киевскую часть Звягельской волости перешли на его дочь – Марианну и ее мужа Павла-Кароля Сангушко. Начиная с 1721 г. и до средины 40-х годов их имена встречаются как юридических владельцев села Сербы, а фактическими владельцами – на правах заставы за 28 тыс. злотых – в то-же самое время были Стефан Миссуина (ум.1736 г.) и его жена Зофия из Грохольских.  
В 1752 г. Миколай Станиславович Малынский, близкий родственник владельцев сеседних сел Кулиши и Андриевичи – Малынских,  дал в долг Станиславу Любомирскому – тогдашнему владельцу Звягельской волости, 30 тыс. злотых с обеспечением (то-есть на заставном праве) на селах Сербы и Подлубы. На 1783 год, согласно завещанию упомянутого Миколая Малынского, долг был не выплачен и перешел на его двуюродную сестру Анну Вацлавовну и её мужа Павла Борейка   
По тарифу подымной подати Киевского воеводства за 1754 г., з села Сербы, Овручского повета, налог платился с 19 домов (chałup) и мельницы – владелец не указан.    
Код КОАТУУ — 1821785801. Население по переписи 2001 года составляет 636 человек. Почтовый индекс — 11237. Телефонный код — 4149. Занимает площадь 3,215 км².

## Адрес местного совета
11237, Житомирская область, Емильчинский р-н, с.Сербы